# NGC 6717
NGC 6717 is een bolvormige sterrenhoop in het sterrenbeeld Boogschutter. Het hemelobject werd op 7 augustus 1784 ontdekt door de Duits-Britse astronoom William Herschel.

## Nu 2 Sagittarii
Vanaf de aarde gezien bevindt NGC 6717 zich net ten zuiden van de ster Nu 2 Sagittarii, magnitude +5. Amateurastronomen kunnen deze ster aanwenden als gidsobject om NGC 6717 op te sporen.

## Synoniemen
- GCl 105
- ESO 523-SC14
- Palomar 9 (Pal 9)